# The Walkmen
The Walkmen é uma banda de indie rock dos Estados Unidos da América, formada em Nova Iorque, em 2000.

## História
Em sua formação há três membros do Jonathan Fire*Eater - grupo que havia se desfeito pouco tempo antes - e dois membros do The Recoys.
Muitas canções do grupo foram veiculadas no seriado The O.C. em sua segunda temporada. A banda chegou a fazer um performance ao vivo no programa.
Em 2004, o grupo fez sua primeira apresentação no Brasil, durante o Festival Mada, de Natal no Rio Grande do Norte. Em 2009, o grupo fez sua segunda aparição no país, durante o Festival Universitario MTV, na Marina da Glória, na cidade do Rio de Janeiro.
Em 2011, canções suas surgem na trilha sonora da longa-metragem portuguesa O Que Há De Novo No Amor?.
Depois de uma pausa de 10 anos sem se apresentar, a banda The Walkmen voltou aos palcos em 2023. Desde 2013, o grupo não realizava shows, sendo que somente em 2023 a banda agendou uma série de novas apresentações no Webster Hall, em Manhattan.

## Discografia

### Álbuns
- Everyone Who Pretended to Like Me Is Gone (2002)
- Bows + Arrows (2004)
- A Hundred Miles Off (2006)
- Pussy Cats (2006)
- You & Me (2008)
- Lisbon (2010)
- Heaven (2012)

## Artistas similares
- The Strokes
- Yeah Yeah Yeahs
- Radio 4
- Interpol
- The Rapture
- The Mooney Suzuki